# Liste der Bodendenkmäler in Niederbergkirchen
Auf dieser Seite sind die Bodendenkmäler in der oberbayerischen Gemeinde Niederbergkirchen zusammengestellt. Diese Tabelle ist eine Teilliste der Liste der Bodendenkmäler in Bayern. Grundlage ist die Bayerische Denkmalliste, die auf Basis des Bayerischen Denkmalschutzgesetzes vom 1. Oktober 1973 erstmals erstellt wurde und seither durch das Bayerische Landesamt für Denkmalpflege geführt wird. Die folgenden Angaben ersetzen nicht die rechtsverbindliche Auskunft der Denkmalschutzbehörde.

## Bodendenkmäler der Gemeinde

### Bodendenkmäler in der Gemarkung Niederbergkirchen
| Lage                         | Objekt | Akten-Nr.     | Bild |
| ---------------------------- | --- | ------------- | ---- |
| Niederbergkirchen (Standort) | Verebneter Burgstall des hohen oder späten Mittelalters. | D-1-7641-0012 |      |
| Niederbergkirchen (Standort) | Grabenwerk vor- und frühgeschichtlicher Zeitstellung. | D-1-7641-0045 |      |
| Niederbergkirchen (Standort) | Untertägige mittelalterliche und frühneuzeitliche Befunde im Bereich der katholischen Pfarrkirche St. Blasius von Niederbergkirchen und ihrer Vorgängerbauten. | D-1-7641-0047 |      |

### Bodendenkmäler in der Gemarkung Oberhofen
| Lage                 | Objekt | Akten-Nr.     | Bild |
| -------------------- | --- | ------------- | ---- |
| Oberhofen (Standort) | Untertägige mittelalterliche und frühneuzeitliche Befunde im Bereich der katholischen Kapelle St. Nikolaus und des angeschlossenen Raitenhaslacher Rekonvaleszentenhauses (Schlößl) in Oberhofen und ihrer Vorgängerbauten. | D-1-7741-0242 |      |